# Miles Davis in Concert: Live at Philharmonic Hall
Miles Davis in Concert: Live at Philharmonic Hall – koncertowy podwójny album nagrany przez Milesa Davisa we wrześniu 1972 r. oraz wydany przez firmę nagraniową Columbia w 1973 roku

## Charakter albumu
Album został nagrany Sali Filharmonii w Nowym Jorku. Zarówno strona brzmieniowa jak i rytmiczna koncertu została powiększona przez dwóch hinduskich muzyków na sitarze i tabli.
Jest to jedyny funkowy koncertowy album Davisa z tego okresu. Największą rolę w tych nagraniach odgrywa trzyosobowa sekcja rytmiczna: Al Foster na perkusji, Mtume na instrumentach perkusyjnych i egzotyczny Badal Roy na tabli. W połączeniu z oszczędną, nawet ascetyczną grą Michaela Hendersona nadają koncertowi jedyny w swoim rodzaju funkowy walor rytmiczny właściwie niespotykany poza tym albumem.

## Muzycy
Oktet
- Miles Davis – trąbka
- Carlos Garnett – saksofon sopranowy I (1); saksofon tenorowy
- Cedric Lawson – pianino elektroniczne, syntezator
- Reggie Lucas – gitara
- Khalil Balakrishna – elektryczny sitar
- Michael Henderson – gitara basowa
- Al Foster – perkusja
- Badal Roy – tabla
- Mtume – instrumenty perkusyjne

## Lista utworów
Koncert Foot Fooler, część 1 i 2

### Płyta pierwsza (I)

#### Strona pierwsza (1)
1. „Rated X” – 12:16
2. „Honky Tonk” – 9:18

#### Strona druga (2)
1. „Theme from Jack Johnson” – 10:13
2. „Black Satin/The Theme” – 14:15

Koncert Slickaphonics, część 3 i 4

### Płyta druga (II)

#### Strona trzecia (3)
1. „Ife” – 27:54

#### Strona czwarta (4)
1. „Right off/The Theme” – 10:31

## Opis płyty

### Płyta analogowa (winylowa)
- Producent – Teo Macero
- Inżynier dźwięku – Stan Tonkel
- Miksowanie – Russ Payne
- Daty nagrania – 29 września 1972
- Miejsce nagrania – Philharmonic Hall, Nowy Jork
- Czas albumu – płyta 1: 46 min. 2 sek.; płyta 2: 38 min. 25 sek.; razem: 1 godz. 24 min. 27 sek.
- Data wydania – 1973
- Okładka – Corky McCoy
- Firma nagraniowa – Columbia
- Numer katalogowy – KG 32092

### Wznowienie na CD
- Producent – Bob Belden
- Cyfrowy remastering – Tom Ruff
- Studio – Sony Music Studios, Nowy Jork
- Dyrektor projektu – Seth Rothstein
- Kierownik artystyczny – Cozbi Sanchez-Cabrera
- Koordynator A & R – Patti Matheny
- Seria Columbia Jazz Reissue – Steve Berkowitz i Kevin Gore
- Projekt – Randall Martin
- Fotografie we wkładce – Urve Kuusik; Sony Music Photo Library
- Firma nagraniowa – Columbia/Legacy
- Numer katalogowy – C2K 65140
- ©1997 Sony Music Entertainment, Inc.